# 入国管理局ビクータン収容所

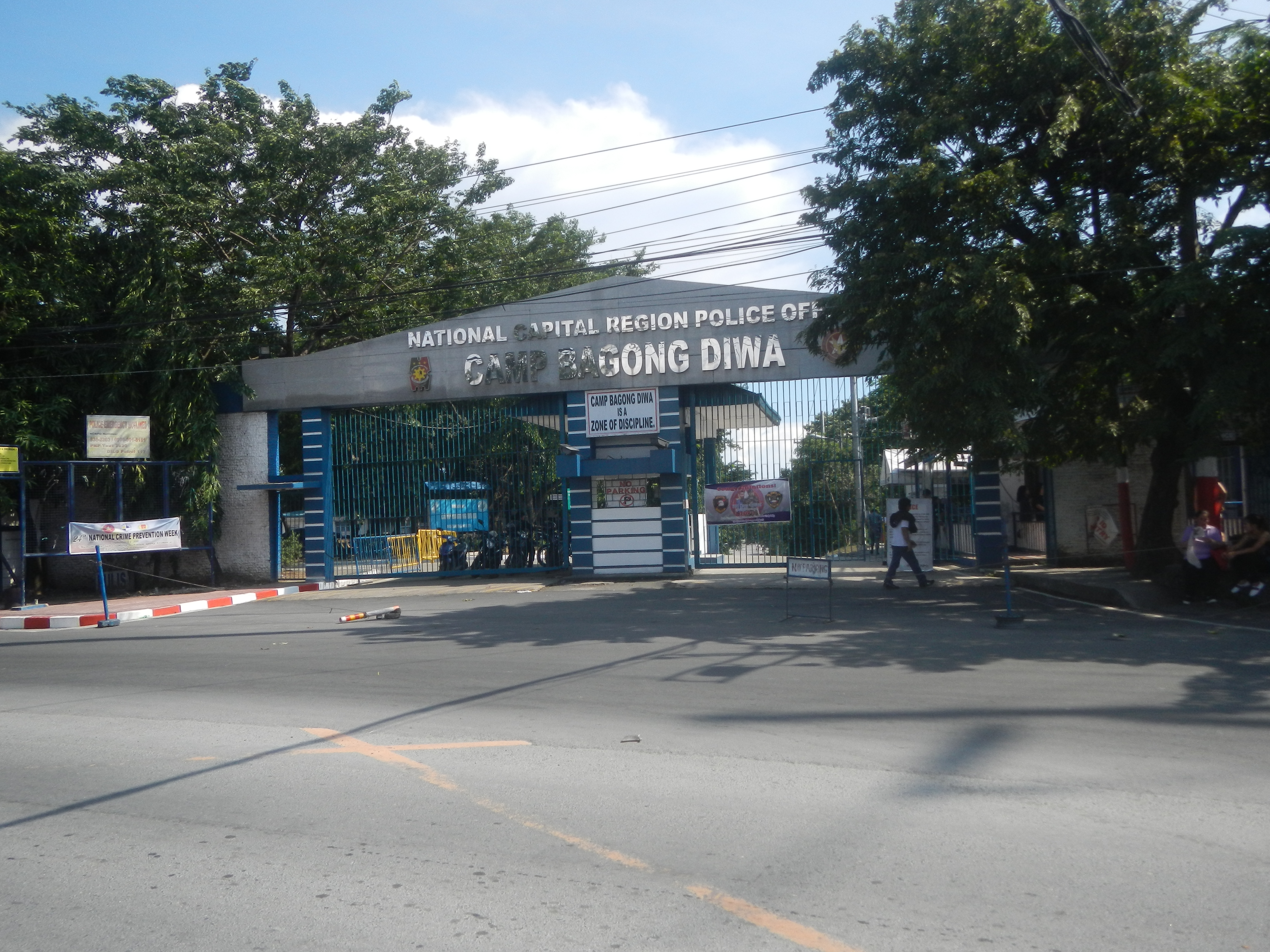
キャンプ・バゴン・ディワの門

入国管理局ビクータン収容所（にゅうこくかんりきょくビクータンしゅうようじょ、Bureau of Immigration Bicutan Detention Center; BI-Bicutan）はフィリピン入国管理局が管轄する主要移民収容施設である。

## 解説
タギッグ市ロウアービクータンにあるキャンプ・バゴン・ディワ内に位置する本施設はウオーデン・ファシリティー・アンド・プロテクション・ユニット（WFPU）として関係者には知られる。だがプレスリリースや公式発表において入国管理局は本施設について「拘置所」「監視施設」 または「収容所」と様々な呼称を用いる。
本施設は、例えば係属中の刑事事件がある、あるいはビザが切れても同国内に留まっている、といった理由で国外退去される外国人抑留者の収容がその機能である。
定員超過が常態化している本施設は人権侵害がはびこっているとして非難されており、マニラ・タイムズが旧ソ連の強制収容所グラーグに例えたこともある 。
管理収容施設であるビクータン収容所の抑留者には保釈される権利が憲法上保障されないため、抑留者の中には犯罪者として有罪判決を受けることもなく国外退去もされず、本施設において10年以上過ごす者もいる。
ルフィ広域強盗事件では、この収容所に収容されている4人がスマートフォンを利用して、指示役をしていたと見られている。